# 2-fenilindol
El 2-fenilindol es un compuesto orgánico. Es la estructura de la que proviene un grupo de moduladores selectivos de receptores de estrógenos no esteroideos (SERMs) que incluye al zindoxifeno, bazedoxifeno y pipendoxifeno , así como el estrógeno no esteroideo D-15414 (el metabolito principal del zindoxifeno).